# Ravishing Grimness
Ravishing Grimness — восьмой студийный полноформатный альбом норвежской группы Darkthrone, вышедший в 1999 году. Лирика альбома написана Fenriz’ом, за исключением композиции The Beast, лирику которой написали Aldrahn и Fog.

## Список композиций
1. Lifeless — 05:42
2. The Beast — 05:30
3. The Claws Of Time — 07:03
4. Across The Vacuum — 07:14
5. Ravishing Grimness — 07:26
6. To the Death (Under The King) — 04:45

## Участники записи
- Nocturnal Cult[1] — гитара, бас, вокал
- Fenriz — ударные